# Attica, Kansas
Attica är en ort i Harper County i Kansas. Vid 2010 års folkräkning hade Attica 626 invånare.